# Helen Carter
Helen Myrl Carter Jones (19. září 1927 – 2. června 1998) byla americká country zpěvačka. Nejstarší dcera Maybelle Carterové, která účinkovala se svou matkou a mladšími sestrami June Carter a Anita Carter jako členka Mother Maybelle and the Carter Sisters, která byla průkopníkem ženské country a folkové hudby. Skupina byla také známá jako The Carter Family.

## Manželství a děti
V roce 1950 se Helen vdala za Glenna Jonese z Dicksonu v Tennessee. Měli čtyři syny (Kenneth Jones, Glenn Daniel, David Lawrence a Kevin Carter Jones) a šest vnoučat.

## Úmrtí
Helen Carterová trpěla gastrointestinálními problémy, které vedly ke vzniku srdečních problémů, na jejichž následky v roce 1998 ve věku 70 let zemřela.
Její hrob se nachází vedle hrobu jejího syna Kennetha v Hendersonville Memory Gardens v Hendersonville v Tennessee. Na stejném hřbitově spočívají poblíž její rodiče Ezra a Maybelle Carter a sestry June a Anita.

## Diskografie

### Sólové singly
- TENNESSEE RECORDS: „I'm All Broke out with Love“, „Fiddlin' Around“, „There's a Right Way“, „A Wrong Way“, „Thinking Tonight of My Blue Eyes“

- OKEH RECORDS: „I Like my Loving Overtime“, „Like All Get Out“, „Unfit Mother“, „You're Right but I Wish You Were Wrong“

- HICKORY RECORDS: „Heart Full of Shame“, „No No its Not So“, „Set the Wedding“, „Sweet Talking Man“, „There Ain't No Future for Me“, „What's to Become of Me Now“